# Agence pour l'Informatique financière de l'État
En France, rattachée au ministère de l'Économie et des Finances, l'Agence pour l'Informatique financière de l'État (AIFE) a été créée pour définir et mettre en œuvre la stratégie informatique financière de l'État (décret du 11 février 2005 amendé par le décret du 7 mai 2014). L'AIFE est un service à compétence nationale (SCN) dont la gouvernance est interministérielle.
L'AIFE gère le système d'information Chorus et propose des prestations de dématérialisation au profit de l’ensemble des personnes publiques et des entreprises.
Les missions de l'AIFE sont :
- promouvoir et contribuer à la transformation de la fonction financière ;
- maintenir en condition opérationnelle le système d'information Chorus de gestion financière de l’État et de dépôt des factures électroniques de la sphère publique ;
- maintenir en condition opérationnelle PLACE, la plateforme des achats de l’État ;
- piloter de nouveaux projets interministériels ou ministériels et leur intégration dans le système d'information Chorus ;
- accompagner le changement auprès des utilisateurs ;
- exercer l’ensemble de ses missions pour le compte de l'Etat et plus généralement pour l’ensemble de la sphère publique.